# 鐘捲自斎
鐘捲 自斎（かねまき じざい）は、戦国時代の剣豪。鐘捲流剣術の開祖。一刀流剣術の伊東一刀斎の師とされる。出身地は不明だが、越前（福井県）の名家・印牧（かねまき）氏の出身ではないかとされる。生没年は不詳。
鐘捲自斎通家（みちいえ）は外他（とだ）姓を持ち、越前朝倉氏の剣術指南で、富田流の名人富田治部左衛門（富田景政）の門に入り、山崎左近将監、長谷川宗喜とともに「富田の三剣」と呼ばれた。この頃、外田（戸田）一刀斎と名乗ったこともあるという。
自斎の弟子には、前原弥五郎がおり「一刀斎」の名跡を譲り受け、以後、伊東一刀斎と名乗り「一刀流剣術」を興したとされる。自斎は伊東一刀斎に奥義「高上極意五点」を伝えた。また伊東は、外田一刀斎を名乗っており、両者は同一人とする説もある。これは、伊東一刀斎の高弟といわれる古藤田勘解由左衛門（古藤田俊直）が、自流を外他一刀流と名乗っていることと、自斎も一時自流を鐘捲外他流と名乗ったことが根拠とされる。他の弟子に、佐々木小次郎がいるとされる（『歴史読本』昭和55年3月号所収光瀬龍「漂泊の剣客」参考）。
江戸時代には前橋藩、新発田藩、仙台藩など複数の藩で鐘捲流の武術が指導されていた。そのうち仙台藩の藩主護衛の役を負った中村家が継承したものについては、1920年代になって中村家の人物が東京・千住町に道場を開いて一部の門人に鐘捲流の伝承を続け、その後も日本古武道協会に属する「鐘捲流抜刀術」として保存・継承されている。